# Autopsie (Bibliothekswesen)
Unter einer Autopsie versteht man im Bibliothekswesen die Katalogisierung (Titelaufnahme mit Formal- und Sacherschließung) anhand der dabei tatsächlich vorliegenden dokumentarischen Bezugseinheit (der sogenannten „Vorlage“). Im Gegensatz dazu können Medien auch in den Bibliothekskatalog eingetragen werden, wenn sie nicht physisch oder in einem digitalen Format vorliegen. Die dazu nötigen Daten können aus der digitalen Vorlage oder aus anderen Quellen (Kataloge, Bibliografien, angelieferte Fremddaten) kopiert und nach sorgfältiger Prüfung übernommen werden.
Durch die Autopsie kommt es zu weniger fehlerhaften Übernahmen. Eine Autopsie ist in mehreren bibliothekarischen Regelwerken vorgeschrieben. Die Deutsche Nationalbibliothek verwendet das Prinzip. In Fällen, bei denen mehrere Autoren gleichen Namens in Frage kommen, bei abgekürzten Namen, anonymen oder pseudonymen Werken, kann die Autopsie alleine ein Werk nicht dem korrekten Autor zuordnen. Es müssen dann weitere Informationen ermittelt werden.